# José Antonio Abdelnur
José Antonio Abdelnur (La Plata, 1943-9 de mayo de 2000 La Plata) era un poeta argentino. Recibió la Faja de Honor de la SEP (Sociedad de Escritores de la Provincia de Buenos Aires) en 1978 y el Sello y la Faja de Honor de la Sociedad Argentina de Escritores en 1983.

## Obras
- Toda la patria cierta (1974)
- Hablar Claro (1976)
- Amor sin final (1981)
- La dura memoria (1983)
- El aire que perdimos (1987)
- Hay gente todavía (1991)